# Воротницкий, Юрий Иосифович
Ю́рий Ио́сифович Воротни́цкий (род. 26 апреля 1961, Минск, СССР) — Кандидат физ-мат наук, доцент, заведующий кафедрой телекоммуникаций и информационных технологий факультета радиофизики и компьютерных технологий Белорусского государственного университета (БГУ). Является автором более 170 научных и научно-методических работ, 19 из которых опубликованы за рубежом.

## Краткая биография
Юрий Иосифович Воротницкий родился 26 апреля 1961 года в Минске.
В 1978 году в возрасте 17 лет снялся в художественном фильме киностудии Беларусьфильм “Расписание на послезавтра” , а также организовал БУХИЧ[что?]. В 1978 году окончил среднюю школу № 42 г. Минска с золотой медалью. В 1983 г. с отличием окончил Белорусский государственный университет по специальности «Радиофизика и электроника». С 1983г. работал в БГУ в должностях инженера, старшего инженера, ассистента, старшего преподавателя, доцента, заместителя декана факультета радиофизики и электроники, заведующего НИЛ, заместителя первого проректора. В 1989 г. после успешного окончания целевой аспирантуры защитил диссертацию на соискание ученой степени кандидата физико-математических наук. Доцент.
С июня 1997 г. по ноябрь 2017 г. работал в должности директора Центра информационных технологий БГУ. С июня 2002 г. одновременно на общественных началах являлся заведующим кафедрой телекоммуникаций и информационных технологий факультета радиофизики и компьютерных технологий. С декабря 2017 г. является председателем Совета по цифровой трансформации БГУ,  заведующим кафедрой телекоммуникаций и информационных технологий факультета радиофизики и компьютерных технологий БГУ.

## Научная и педагогическая деятельность

### Ученый
Ю.И. Воротницкий является одним из ведущих ученых Республики Беларусь в области проектирования информационно-телекоммуникационных систем. Автор более 200 научных и научно-методических работ, 20 из которых опубликованы за рубежом, 4 монографий, 5 учебных и учебно-методических пособий. Ю.И. Воротницкий являлся научным руководителем и участвовал в проектировании таких крупных информационно-телекоммуникационных систем, как научно-информационная компьютерная сеть Республики Беларусь, общегосударственная автоматизированная информационная система, Республиканская информационно-образовательная среда Республики Беларусь, интернет-сайты Министерства образования, Конституционного суда, Министерства внутренних дел Республики Беларусь, Суда Евразийского экономического союза и др.

### Педагог
Ю.И. Воротницкий ведет активную педагогическую деятельность. Являлся инициатором открытия на факультете радиофизики и компьютерных технологий специальностей "Компьютерная безопасность" и "Прикладная информатика", "Кибербезопасность", руководил разработкой учебных планов и программ по этим специальностям. Вместе с А.Н.Курбацким являлся автором пилотного проекта магистратуры по специальности "Проектирование сложных интегрированных систем", открытой в 2017 году. В рамках этого пилотного проекта отрабатывались содержание и новые формы образования в сфере информационно-коммуникационных технологий. Под руководством Ю.И.Воротницкого защищены 3 кандидатские диссертации, многочисленные магистерские диссертации и дипломные работы. Читает общие курсы для студентов и магистрантов. При чтении всех курсов широко используются современные технические средства, разработаны электронные учебно-методические комплексы и компьютеризированные практикумы, активно внедряются новые образовательные технологии.

### Членство в профессиональных и экспертных объединениях
Ю.И. Воротницкий является членом экспертного совета Министерства промышленности Республики Беларусь, членом Межведомственного научно-методического совета по обеспечению развития системы научно-технической информации в Республике Беларусь, членом Совета и Ученого совета БГУ, председателем Совета по цифровой трансформации БГУ, членом Совета факультета радиофизики и компьютерных технологий.

## Награды
- Почетная грамота Национального Собрания Республики Беларусь
- Благодарность Администрации Президента Республики Беларусь.
- Нагрудный знак "Отличник образования" Министерства образования Республики Беларусь
- Почетная грамота Министерства образования
- Почетные грамоты Государственного комитета по науке и технологиям
- Почетная грамота Высшей аттестационной комиссии Республики Беларусь
- Почетная грамота Министерства информации Республики Беларусь
- Персональная надбавка за выдающийся вклад в социально-экономическое развитие Республики Беларусь специалистам и руководителям организаций образования (2006).
- Звание "Заслуженный работник БГУ".

## Преподаваемые дисциплины
- Исследование операций
- Основы информационной безопасности
- Менеджмент информационной безопасности
- Информационная безопасность и системы защиты информации
- Проектирование сложных интегрированных систем
- Management of Information Security (на английском языке)
- Situational Analysis and Modelling of Management Decisions (на английском языке)

## Научные интересы
- Моделирование и проектирование информационно-телекоммуникационных систем
- Безопасность информации

## Публикации

### Основные публикации
- Методологические основы создания, внедрения и развития интегрированной информационной системы управления университетом / под ред. канд.физ.-мат. наук, д-р. биол. наук, проф. С. В. Чернышенко, канд. физ.-мат.наук, доц. Ю. И. Воротницкого. –Сумы : Сумский государственный университет, 2015. –343с.ISBN 978-966-657-566-4
- Актуальные вопросы формирования и становления экспортноориентированной отрасли информационных технологий в Республике Беларусь//В. В. Анищенко, В. В. Басько, Ю. И. Воротницкий, В. И. Дравица, А. Н. Курбацкий, В. А. Лабунов, С. И.Максимов, К. Э. Образцов, Н. Н. Радиванович, М. Н. Сатолина, А. П. Титов, М. А. Шиковец//Под ред. А. Н. Курбацкого. –Мн.: БГУ, 2002. – 108 с.: ил.–ISBN 985-445-650-1.
- Ю.И. ВОРОТНИЦКИЙ /ОБ АРХИТЕКТУРЕ КОРПОРАТИВНЫХ ИНФОРМАЦИОННЫХ ВЕБ-СИСТЕМ

### Информационные ресурсы
- Презентация к лекции "Факультет радиофизики и компьютерных технологий вчера, сегодня, завтра", прочитанной студентам 1-го курса в День знаний
- Электронный учебник по программированию, включая презентации лекций для 1-го курса факультета радиофизики и компьютерных технологий
- Презентации к лекционному курсу "Исследование операций" для студентов 3-го курса специальности "Компьютерная безопасность" ф-та радиофизики и компьютерных технологий
- Новые презентации лекций по курсу "Методы вычислительного эксперимента" для студентов 3-го курса факультета радиофизики и компьютерных технологий